# GORILLA (アルバム)
『GORILLA』（ゴリラ）は、日本の音楽ユニットであるTM NETWORKの3枚目のスタジオ・アルバム。
1986年6月4日にEPIC・ソニーからリリースされた。

## 背景
前作『CHILDHOOD'S END』リリース後、TM NETWORKは1985年9月27日から11月27日まで、8都市全8公演となるライブツアー「DRAGON THE FESTIVAL featuring TM NETWORK」を開催した。11月28日には初となるミニアルバム『TWINKLE NIGHT』をリリースした。
この時期にそれまでアルバム2枚とミニアルバム1枚をリリースしていた同グループであったがヒットに恵まれず、音楽業界の慣例として3枚アルバムを出してヒットしなかった場合にレコード会社との契約が解消される可能性があったため、非常に切羽詰まっていた時期であった。それまでコプロデューサーとしてTM NETWORKを支えていた小坂洋二からも、ヒット曲を出すよう要請されるようになっていた時期であったが、小室が渡辺美里に提供したシングル「My Revolution」がオリコンチャートにて最高位1位を獲得、売り上げ枚数は70万枚となり 大ヒット曲となった。この影響で本作がヒットしなければ本来契約が解消される事態であったはずが、グループとして延命される事に繋がったという。

## 録音
レコーディングは1986年に日本国内のCBSソニー六本木スタジオ、CBSソニー信濃町スタジオ、STUDIO 221、ニューヨークのMEDIA SOUND、SORCERER SOUNDにて行われた。
「FANKS」をキーワードにファンク風なカラーをふんだんに取り入れた作品であり、本作品では事前に本作に向けた「シンセサイザーのほとんどの音色が小室の自宅にてNEC PC-9801のシーケンス・ソフトで鳴らしながら、自分で弾いて作った」「ドラムパートは全てドラムマシンのサンプリング」「キーボード・ギター・ボーカルのパートは鍵盤での手弾き」「コーラスは全パート入っている」内容のデモテープを1985年12月中旬～1986年1月9日までTMの3人のみでマルチトラック・レコーダーを駆使して制作した。そのデモテープの構造はカセットテープへの録音ではなく、パート別に分けられた何枚ものフロッピーディスクで構成されていた。これはフィル・コリンズのデモテープの制作方法がそのやり方であることを知った小室が「カセットテープだと録音された音しか聞けないけど、これならそれぞれのパートを個別に聞ける」「ドラムをパーカッションにしてみたり、キーボードの音色も変えたり出来る」という感銘からくるものである。
1986年1月10日に敢えて本番ではドラムマシンを使用せずにデモテープの内容をスタジオのコンピューターにステップ入力なしで記憶させて、それをクオンタイズさせた。本格的にレコーディングを始めた1986年2月3日には事前に入力したパートをリズムトラックとし、それをベースにした上でシンクロ信号と打ち込んだ仮のシンセサイザー・ボーカルパートを録音した。その後、ギター・本番のシンセサイザーパートを録音していき、ほとんど出来上がった状態にブラスパート・ベースパートを順番に録音し、最後にボーカルを録音する感覚でドラムパートが録音された。その際に全面的に生ドラム、生ベース、ブラスセクションを取り入れて、楽器を担当するスタジオミュージシャンの意見を積極的に採用した。その結果生のドラムが全てひっくるめて引っ張っていく構成になり、小室が「元々自宅で思い描いていたイメージがスケールアップされていた」と感激した。本番のボーカルは一番最後に録られた。
前作「CHILDHOOD'S END」の制作にスケジュールが過剰にかかってしまったことからの反省として、メインブースで小室がリズムの打ち込みをしている間に、木根がスタジオのピアノで曲を作り、宇都宮が木根と一緒にメロディのチェックをしたり、スタジオで小室がシンセサイザーのテイクをダビングをしている時に、別のスタジオで宇都宮がボーカルのダビングを行い、ロビーでは山口と作詞家が念入りな打ち合わせをする等、その時の場所と時間を有効的に活用した。
シンセサイザーはYamaha DX7・Matrix-6・Kurzweil K250・E-mu Emulator II・Prophet-T8を使用した。
レコーディングの際にはRCM-PC98を全面的に使用し、ブルー・ノート・スケールを連想させる音色をいれて、それをクオンタイズ形でわざと手癖の部分を残したりした。そうしていく内に「このパートは機械か?手弾きか?」と構えて聞く必要がなくなり、「聞いて格好良ければ、どっちでも良い」と小室なりの両方の共存の仕方を見つけた。
木根が「スタジオでピアノの練習をしていたら、劣化していたピアノの弦を切ってしまう」「何千万円もする機材にお茶をこぼす」というトラブルを起こしてしまい、周囲を青ざめさせたが、幸い支障はなかった。
宇都宮は以前までは小室からデモテープのメロディを耳で聞いて教えてもらい、雰囲気を読みながら歌っていたが、今作にいたっては最初からヴォーカル専用の譜面が用意されていたために、メロディ・語尾の伸ばし方が決まっていて、歌詞が完成して初めてアレンジの構想が行われ、生楽器の各パートが加わるたびにアレンジが様変わりし、体で上手く反応しようと今までにないレコーディングを体感した。
前述の「My Revolution」がヒットした事の影響で、本作ではレコーディング予算が大幅に増えあらゆる事が可能となった。また、「PASSENGER 〜a train named Big City〜」のラップは六本木のディスコにいた若者達が「ラップできるよ」と言ったため、小室はスタジオに呼んで実際にレコーディングを行ったという。なお、この若者達は菊池武夫のファッションショーへの出演のため、当時たまたま来日していたワイルド・バンチ（ダディ・G、DJ Milo、ネリー・フーパー、ロバート・デル・ナジャ(3D)、Willie Wee）のメンバーであり、このグループが後に世界的に有名になるマッシヴ・アタックへと発展していくことになる。
ミックスダウンは「1986年3月8日～1986年3月14日」「5泊3日」「夜7時～次の日の朝10時まで」「『Come on Let's Dance』中心、その他数曲」というスケジュールでニューヨークで行われた。小室は「余計な素材を削ぎ落として、やりたいことの意図だけを上手く引き出す」という意向から、事前に録音したトラックを今までの半分まで削った後に、エコー・ディレイを使ってすぐにステレオに処理せずに、残響処理が施された音をモノラルで2回録った後にステレオにした。スタジオのブース方面に音を最大音量で放って、その時返ってきた音をブースに仕掛けたオフマイクで拾う等、音色を広げる形のミキシングが多かった。小室は共同で作業を行ったマイケル・バルビエリに対して、「日本に関心を持っている人だったので、日本語の意味等をすごく大事にしてくれたんです。ウツは声質が『アイウエオ』の母音が低いんですよ。だから、日本語がわからないのに、その辺をすごく気を使ってくれた。メロディーを覚えて、自分で歌いながらフェーダーで音量の上下のコントロールをして、全部の言葉が聴こえるようにしてくれたんです」と賞賛している。
ミックスダウン作業と同時進行でニューヨークのミュージシャンにアルバム収録曲の内、サックス3曲分・コーラス3曲分参加してもらった。参加の切っ掛けはニューヨークにコーディネートしてくれるスタッフがいたため、そのスタッフを通じて音源を聞いてもらい、「是非一緒にやりたい」と言ってくれたミュージシャンが現れたことだった。
参加ミュージシャンは、ドラムに青山純、ベースに伊藤広規、ギターに北島健二、佐橋佳幸、トランペットに兼崎順一（元スペクトラム）、サックスにレニー・ピケット（元タワー・オブ・パワー）、コーラスには渡辺美里が参加している。

## 音楽性
前作「TWINKLE NIGHT」の小室宜しく「夢物語・少女漫画的なイメージ」が想定より売れなかったので、路線変更しようと音作りのテーマは「人間の息」「血湧き肉踊る人間臭さ」「ライブで再現可能なサウンド」を全面的に押し出す演出を志向した。
それまでのTMの「エレクトロ・ポップ」「機械が多い」「サンプリングの音色が多い」という周囲のイメージを打破するために、生の金管楽器を取り入れた。聞いてすぐに「変わったな」と思わせるために、意識的に生のホーンセクションを推し進め、ブラスパートだけでも16トラック使い、同期演奏の子機を3機使う時もあった。その後PCM-3324と2機のアナログMTRに落とし、多くても40トラックにまとめたが、反響も必要なので、ミキシング前の段階で追加でピンポン録音して最終的に30トラックにまとめた。単純に録ったテイクはそれ以上にもなる。小室は「本物のブラスでも録音を始めて、何回も重ね録りしていると段々人工的になってくる。サンプリングでラフな録り方にしても、フレーズをブラス向けにすると、ノリの部分で違いが出てくる。サックスのソロパートはサンプリングでは再現できない。今回やってみて初めてわかった」と振り返っている。
音楽面でのコンセプトは「ギターのカッティングとブラスの対旋律が印象的でその香りを出したい」という意向から、アヴェレイジ・ホワイト・バンド、コモドアーズ、クール・アンド・ザ・ギャング、ヴァン・マッコイ、ボニーM、ドナ・サマー、ザ・ブラザーズ・ジョンソン、アイズレー・ブラザーズを意識した。また、小室の「今回はミディアムテンポのポップナンバーはあまり入れたくない。スローの曲も黒人の作るスローに近づきたい。ファンクのアルバムにスローな曲が入っているのは定石みたいな所があるから」という思いから、ファンキーな曲とスローな曲の対照をわかりやすくする様にしている。
FANKSには“Powerful and Tenderness”という別のキーワードが本作品に提示されている。これはゴリラは力強さと優しさを持ち合わせているという意味から「GORILLA」と命名されたが、このタイトルは小室でなくプロデューサーの小坂洋二が命名したとされる（当初は力強い男性というイメージから「Tarzan」というタイトルも考えられていたが、同名の雑誌が存在するために取りやめになった、という経緯もある）。ここでいうPowerfulとは「Come on Let's Dance」や「You can Dance」のようなファンキーな曲、Tendernessは「Confession」や「GIRL」のようなバラードを表している。
アルバムタイトルは「FANKS」「地球人」「Power ○○」 という案もあった。
　洋楽的な要素の反映は各楽曲ごとに顕著で、「Confession〜告白〜」はポリスの「見つめていたい」（1983年）、。「You can Dance」はエルトン・ジョンの「土曜の夜は僕の生きがい」のようなロックンロール、「雨に誓って〜SAINT RAIN〜」はデヴィッド・ボウイの「レッツ・ダンス」（1983年）といった明確なイメージにインスパイアされている。

## リリース
1986年6月4日にEPIC・ソニーより、LP、CT、CDの3形態でリリースされた。
その後も1991年9月5日、1996年6月17日、2000年3月23日とCD盤のみ再リリースされ、2004年3月31日には完全限定生産盤のCD-BOX『WORLD HERITAGE DOUBLE-DECADE COMPLETE BOX』に紙ジャケット、24bitデジタルリマスタリング仕様で収録された。
2007年3月21日には単独で紙ジャケット、デジタルリマスタリング仕様でリリースされ、2013年2月20日にはデジタルリマスタリング仕様でBlu-spec CD2にてリリースされた。
| No. | 日付          | レーベル                      | 規格         | 規格品番                        | 最高順位 | 備考 |
| --- | ------------- | ----------------------------- | ------------ | ------------------------------- | -------- | --- |
| 1   | 1986年6月4日  | EPIC/SONY                     | LP CT CD     | 28・3H-222 28・6H-176 32・8H-70 | 12位     | |
| 2   | 1991年9月5日  | Epic/Sony Records             | CD           | ESCB-1205                       | -        | |
| 3   | 1996年6月17日 | Epic/Sony Records             | CD           | ESCB-1753                       | -        | |
| 4   | 2000年3月23日 | Epic Records                  | CD           | ESCB-2115                       | -        | |
| 5   | 2004年3月31日 | Epic Records                  | CD           | ESCL-2524                       | -        | CD-BOX『WORLD HERITAGE DOUBLE-DECADE COMPLETE BOX』（完全生産限定盤）収録 紙ジャケット、24bitデジタルリマスタリング仕様 |
| 6   | 2007年3月21日 | GT music（Sony Music Direct） | CD           | MHCL-1037                       | -        | 紙ジャケット、デジタルリマスタリング仕様（完全生産限定盤）                                                              |
| 7   | 2013年2月20日 | GT music（Sony Music Direct） | Blu-spec CD2 | MHCL-30010                      | 201位    | デジタルリマスタリング仕様                                                                                              |

## アートワーク
本作のジャケット写真が逆光のような合成写真であるため、ジャケットを気に入らなかった小室は1990年代半ばの小室ブーム時にこのアルバムを自費で全部回収したい、と発言したエピソードが残っている。

## ツアー
本作リリース後に6月10日の静岡市民文化会館から7月18日の中野サンプラザまで、13都市全15公演におよぶライブツアー「TM NETWORK TOUR '86 FANKS DYNA☆MIX」を開催した。8月23日にはよみうりランドEASTにて「TM NETWORK FANKS "FANTASY" DYNA-MIX」と題した野外ライブを開催した。12月1日には前述のツアーから7月17日、18日に行われた中野サンプラザと8月23日のよみうりランドEASTでの野外ライブの模様を収録したライブ・ビデオ『FANKS "FANTASY" DYNA-MIX』がリリースされた。
同年11月29日、12月7日にはイベントライブ「YAMAHA X-DAY」、12月1日には「SPECIAL LIVE」をマリアクラブにて開催、12月21日にはTBSテレビ開局35周年記念イベント「ANNIVERSARY ROCK FESTIVAL」に参加した。

## 批評
| 専門評論家によるレビュー                                       | 専門評論家によるレビュー |
| レビュー・スコア                                               | レビュー・スコア         |
| 出典                                                           | 評価                     |
| -------------------------------------------------------------- | ------------------------ |
| CDジャーナル                                                   | 肯定的                   |
| TOWER RECORDS ONLINE                                           | 肯定的                   |
| 音楽誌が書かないJポップ批評53 TMN&小室哲哉［ポップス神話創世］ | 肯定的                   |

- 音楽情報サイト『CDジャーナル』では、TM NETWORKの音楽性を「ポップなエレクトリック・ミュージック」と位置付けた上で、本作に関しては「彼らの新しい方向性が見えてきたようだ[12]」と指摘した他、「ファンク風なカラーをふんだんに取り入れており、生ドラム、生ベース、ホーン・セクションを全面的に入れ込んでいる[13]」と新しい音楽性に進み始めた事や、青山純やレニー・ピケットなどが参加している事に関して「豪華メンバーが参加」と肯定的に評価している。

- 音楽情報サイト『TOWER RECORDS ONLINE』では、「"FANKS"というコンセプトを反映した最初のアルバム」と本作を位置付けた上で、同グループ独特のダンスビート音楽のベースになった作品と指摘した他、「TMナンバーとしての傑作が数多く収録されています」と肯定的に評価している[14]。

- 音楽誌『音楽誌が書かないJポップ批評53 TMN&小室哲哉［ポップス神話創世］』においてライターのガモウユウイチは、「前作と打って変わってブラック・ミュージックの影響が顕著に感じられるナンバーを並べたサード・アルバム」と本作を位置付けており、山下達郎のリズム隊である青山純や伊藤広規の参加によって「温かみのあるサウンドでありながら打ち込みのような正確無比のリズムを土台にした曲作りを可能とした」と指摘、小室みつ子による作詞が4曲に増えた事も含めて「いよいよブレイクへの布陣が揃い、まさに爆発直前の勢いが感じられる」と称賛した[15]。

## チャート成績
オリコンチャートではLP盤が最高位15位、登場回数7回、売り上げ枚数2.4万枚、CT版は最高位29位、登場回数7回、売り上げ枚数は0.4万枚、CD盤は最高位12位、登場回数8回、売り上げ枚数は0.8万枚となり、売り上げ枚数は累計で4.2万枚となった。

## 収録曲

### LP / CT
| 全編曲: 小室哲哉。 |                                          |                    |                    |       |
| #                  | タイトル                                 | 作詞               | 作曲               | 時間  |
| 1.                 | 「GIVE YOU A BEAT」                      | 小室哲哉、木根尚登 | 小室哲哉、木根尚登 | 1:18  |
| 2.                 | 「NERVOUS」                              | 川村真澄           | 小室哲哉           | 4:47  |
| 3.                 | 「PASSENGER ～a train named Big City～」 | 西門加里           | 小室哲哉           | 5:53  |
| 4.                 | 「Confession 〜告白〜」                  | 西門加里           | 木根尚登           | 5:04  |
| 5.                 | 「You can Dance」                        | 西門加里           | 小室哲哉           | 4:57  |
| 合計時間:          | 合計時間:                                | 合計時間:          | 合計時間:          | 21:59 |

| 全編曲: 小室哲哉。 |                               |            |                    |       |
| #                  | タイトル                      | 作詞       | 作曲               | 時間  |
| 6.                 | 「I WANT TV」                 | 竹花いち子 | 小室哲哉           | 3:57  |
| 7.                 | 「Come on Let's Dance」       | 神沢礼江   | 小室哲哉           | 3:52  |
| 8.                 | 「GIRL」                      | 神沢礼江   | 小室哲哉           | 4:46  |
| 9.                 | 「雨に誓って 〜SAINT RAIN〜」 | 西門加里   | 小室哲哉、木根尚登 | 4:18  |
| 10.                | 「SAD EMOTION」               | 神沢礼江   | 木根尚登           | 3:44  |
| 合計時間:          | 合計時間:                     | 合計時間:  | 合計時間:          | 20:37 |

### CD
| 全編曲: 小室哲哉。 |                                          |                    |                    |       |
| #                  | タイトル                                 | 作詞               | 作曲               | 時間  |
| 1.                 | 「GIVE YOU A BEAT」                      | 小室哲哉、木根尚登 | 小室哲哉、木根尚登 | 1:18  |
| 2.                 | 「NERVOUS」                              | 川村真澄           | 小室哲哉           | 4:47  |
| 3.                 | 「PASSENGER ～a train named Big City～」 | 西門加里           | 小室哲哉           | 5:53  |
| 4.                 | 「Confession 〜告白〜」                  | 西門加里           | 木根尚登           | 5:04  |
| 5.                 | 「You can Dance」                        | 西門加里           | 小室哲哉           | 4:57  |
| 6.                 | 「I WANT TV」                            | 竹花いち子         | 小室哲哉           | 3:57  |
| 7.                 | 「Come on Let's Dance」                  | 神沢礼江           | 小室哲哉           | 3:52  |
| 8.                 | 「GIRL」                                 | 神沢礼江           | 小室哲哉           | 4:46  |
| 9.                 | 「雨に誓って 〜SAINT RAIN〜」            | 西門加里           | 小室哲哉、木根尚登 | 4:18  |
| 10.                | 「SAD EMOTION」                          | 神沢礼江           | 木根尚登           | 3:44  |
| 合計時間:          | 合計時間:                                | 合計時間:          | 合計時間:          | 42:36 |

### 曲解説
1. 「GIVE YOU A BEAT」
レコーディング中に木根が発した言葉が日本語でありながら、「GIVE YOU A BEAT」と聴こえたためにそのままタイトルとして採用された[2]。
2. 「NERVOUS」
作詞家・川村真澄がTMの楽曲の中では唯一作詞を担当している。川村は他に、久保田利伸の1988年以前の初期の大半の楽曲で頻繁に作詞を担当していた他、渡辺美里「My Revolution」の作詞が特に有名である。
コンセプトは「レッド・ツェッペリンやディープ・パープルのハードロックのリフをキーボードで再現する」ことを志向した[16]。
この曲と「Come on Let's Dance」で宇都宮はダンス・ミュージック・16ビートの要素を取り入れた自分なりのボーカルスタイルを確立した[17]。
3. 「PASSENGER 〜a train named Big City〜」
「ニューヨークの地下鉄」を題材にし、「都会を地下鉄に例えて、都会に住む色々な人々をTMの音楽の乗客とし、力強く、優しく包み込む様に、各々の新しい世界へと導く」ことをテーマにした[18]。
小室みつ子は作詞の際に、16分音符が羅列された複雑な構成の中で、どの様に「冒頭から英語でラップを入れる」というオファーに応えるのか、何度かヒステリーを起こして鉛筆を投げる程に苦労した[19]。
1992年には小室の個人レーベルであるTK TRACKS LABELアーティスト第1弾シングルとして小林勇人が、小室プロデュースによってこの曲とClub Mixバージョン、9曲目「雨に誓って -SAINT RAIN-」のカバー曲をシングル化した。
4. 「Confession 〜告白〜」
木根がデイヴィッド・フォスターに影響されて作り、ギターの弾き方はジェイ・グレイドンを意識した[17]。
5. 「You can Dance」
6thシングル「Come on Let's Dance (This is the FANKS DYNA-MIX)」のカップリング曲。「花のあすか組！」挿入歌。
6. 「I WANT TV」
作詞家・竹花いち子が唯一TMの作品で作詞担当した楽曲。
8ビートのエレクトリックパーカッションを前面に押し出したポップナンバー[8]。
小室は「リードシングルになることまで意識して作った曲なのに、ライブでもやらないし、メンバー・スタッフからも忘れられやすい影の薄い曲」と評している[17]。
7. 「Come on Let's Dance」
6thシングルのアルバムバージョン。イントロ、リフレインの前の間奏、リフレインの長さ、アウトロもシングルバージョンより短くなっていて演奏時間も3分台に短縮されている。また、シングルバージョンのサブタイトルも省略されている。
8. 「GIRL」
後に7thシングルとしてシングルカットされている。
9. 「雨に誓って 〜SAINT RAIN〜」
後に7thシングル「GIRL」のカップリング曲としてシングルカットされている。
10. 「SAD EMOTION」
小室から「わび・さびの無い曲がほしい」とリクエストされ[20]、「1番→2番」とわかる様な構成の歌詞作りをせず、ひたすら淡々と進む曲調を目指した[17]。
木根は神沢に「最初と最後を同じ歌詞にしてほしい」と注文した[20]。
イントロはみんなで指を鳴らしてみて一番よかった小室哲哉と小坂洋二のものが採用された[8]。
極端にシンプルな曲になっているのはスケジュールの都合でレコーディングの時間が限られていたため(レコーディング翌日が名古屋でのCome on Let's DanceのPV撮影)である。

※2曲目と7曲目の冒頭部分において前曲のアウトロが後の曲のイントロと連続しているため、前曲の終わりの部分が一瞬聞こえてくる。

## スタッフ・クレジット

### TM NETWORK
- 小室哲哉
- 宇都宮隆
- 木根尚登

### 参加ミュージシャン
- 青山純 - ドラムス
- 伊藤広規 - ベース
- 清水信之 - ギター
- 佐橋佳幸 - ギター
- 北島健二 - ギター
- 迫田到 - シンセサイザーマニピュレート
- 松武秀樹 - シンセサイザーマニピュレート
- 久保 "COZY" 浩二 - コンピュータプログラミング
- 中村哲 - サックス、ホーンアレンジメント
- 兼崎順一 - トランペット
- 早川隆章 - トロンボーン
- Lenny Pickett - サックス
- 渡辺美里 - コーラス
- "NYC"
  - Curtis King - コーラス & ラップ
  - Brenda White-King - コーラス & ラップ
  - Tawatha Agee - コーラス & ラップ
- "LONDON"
  - The Wild Bunch - ラップ
  - DJ Nellee - ラップ
  - 3D "The Cool Breeze" - ラップ
  - Mil'o - ラップ
  - Papagee - ラップ
  - M.C. Williwee - ラップ
- 小室哲哉 - フィンガーティップス
- 小坂洋二 - フィンガーティップス

### スタッフ
- 小室哲哉 - プロデュース
- 伊東俊郎 - サウンド・アドバイス、ミックス、レコーディング
- 小坂洋二 - コ・プロデュース
- マイケル・バルビエリ (Music-7)  - ミックス
- 大森政人 - レコーディング
- 森岡徹也 - レコーディング
- David Avider (NYC) - レコーディング
- 吉田睦 - レコーディング
- 室克己 - アシスタント・エンジニア
- 松尾順二 - アシスタント・エンジニア
- Victor Deyglio (NYC) - アシスタント・エンジニア
- 荒木浩三 (Music Land,Tokyo) - レコーディング・コーディネート
- 折重静子 (Power Station,NYC) - レコーディング・コーディネート
- 笠井"Teppei"満 - マスタリング・エンジニア
- 山口三平 - ディレクト
- 坂西伊作 - アーティスト・コーディネート
- 大原正裕 - アーティスト・プロモート
- 青木高貴 (Office TIMEMACHINE) - アーティスト・マネージメント
- 立岡正樹 (Office TIMEMACHINE) - アーティスト・マネージメント
- 松村慶子 (Office TIMEMACHINE) - アーティスト・スーパーバイズ
- 熊野明 (Soap) - カバー・デザイン、アート・ディレクション
- 山内順仁 - 写真撮影
- 山下早苗 - スタイリスト
- 竹迫謙一 - ヘアー、メイクアップ
- 武者寛 - アート・コーディネーション